# シデコブシ
シデコブシ（四手辛夷、学名: Magnolia stellata）は、モクレン科モクレン属に属する落葉小高木から低木の1種である。和名は、花の形がコブシに似ており、また多数の花被片が白く細長く伸びている様が「しで（紙垂、四手; しめ縄や玉串につける紙）」のように見えることに由来する。別名はヒメコブシ。早春に葉が展開する前に、多数の花被片をもつ大きな花が咲く（図1）。花被片はふつう白色だが、淡紅色のものもおり、「ベニコブシ」とよばれる。日本の東海地方の一部の湿地に固有の種であるが、庭木などとして世界各地で栽培されている。

## 特徴
落葉小高木から低木であり、高さ5メートル (m) ほどになる（下図2a）。樹皮は灰白色で平滑、皮目がある（下図2b）。一年枝には毛が密にある。
葉は互生し、葉身は長楕円形から倒披針形、長さ5–10センチメートル (cm) 、幅1–4 cm、全縁、基部は狭いくさび形、先端は鈍頭または円頭、表面は無毛、裏面は淡緑色で初めは葉脈上に毛がある（上図2c）。葉柄は長さ2–5ミリメートル (mm)、有毛。葉芽は小さく、短い伏毛に覆われる（下図3）。葉痕はV字形であり、枝を1周する托葉痕が目立つ。花芽は長卵形、長さ 2–2.5 cm、長く白い軟毛に覆われる（下図3）。
花期は3–4月、葉が展開する前に直径7–10 cmの大きな花が咲く（図3b, 4a）。花色は白色から淡紅色（ベニコブシ）まであり、木によって個体差がある。1つ花の開花期間は10日間ほどであり、株全体では20日間ほど開花している。花托は長さ約3 cm。萼片は3(–5)枚、長さ 1–3 mm。花弁は (9–)12–24(–32)枚、狭倒卵形で長さ50–100 mm、幅7–12 mm、鈍頭、縁はやや波打つことがある（図3b, 4a）。雄しべは多数、らせん状につき、花糸は短い（下図1g）。雌しべも多数でらせん状につくが、一部しか成熟せず、無毛（下図4b）。雌性先熟であり、甲虫やアザミウマ、双翅類、ハチによって送粉される。花の香りは強くないが、コブシとは異なる芳香があり、その主成分は安息香酸メチルである。開花直前のシデコブシの花蕾は、しばしばヒヨドリの食害に遭うことがある。
果実は8–10月ごろに熟する。個々の雌しべは袋果になり、これが集まった集合果は長さ 3–7 cm で垂れ下がる（上図4c）。各果実は裂開し、ふつう1個の赤い種子が白い糸状の珠柄で垂れ下がる。鳥によって種子散布される。染色体数は 2n = 38。
種子段階での自殖率は木によってばらつきが大きいが30%程度であり、近交弱勢のため多くの集団では生活史が進むにつれて近交係数は低下するが、近交弱勢の影響がほとんど見られない集団も存在する。種子による更新に加え、萌芽更新や伏条更新による栄養繁殖も行う。環境条件によっては、樹高 1 m 程度で開花・結実することもある。

## 分布と生育環境

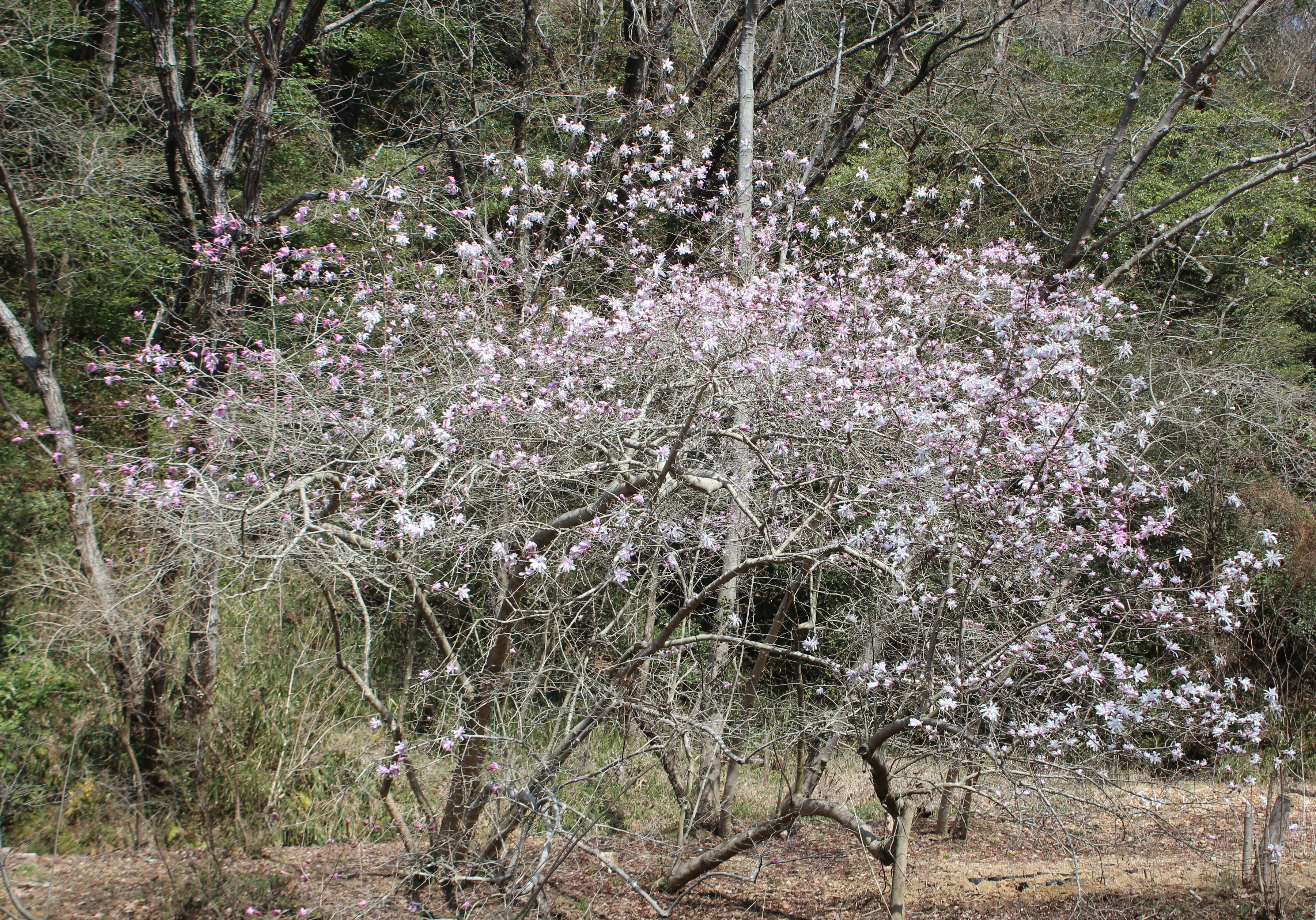
5. 愛知県春日井市「築水池のシデコブシ自生地」のシデコブシ

日本の固有種であり、愛知県、岐阜県、三重県の一部に分布している（図5）。養老山地東麓の扇状地、東濃地域の木曽川・庄内川流域、渥美半島などに見られ、連続的に分布する東濃地域以外は、ごく限られた場所に隔離分布している。このように分布域はかなり限られているが、遺伝的多様性は比較的高いことが示されている。
シデコブシの分布域は第三紀鮮新世の頃にできた東海湖の沿岸地帯とほぼ－致しており、「周伊勢湾要素（東海丘陵要素植物群）」の1種である（他にシラタマホシクサ、マメナシ、ハナノキなどがある）。
湧水のある山裾や小さい谷の湿った谷底、丘腹斜面の小規模な水路などに生育している。明るい場所を好むため、遷移が進んで高木に覆われるようになるとその場所での更新が難しくなる。かつては斜面崩壊による新たな湿地の形成や人間活動による遷移の抑制によってシデコブシの生育適地が保たれていたが、現在では開発による湿地の消失や新たな湿地形成の抑制、遷移の進行によって生育適地が減少し、絶滅が危惧されている。

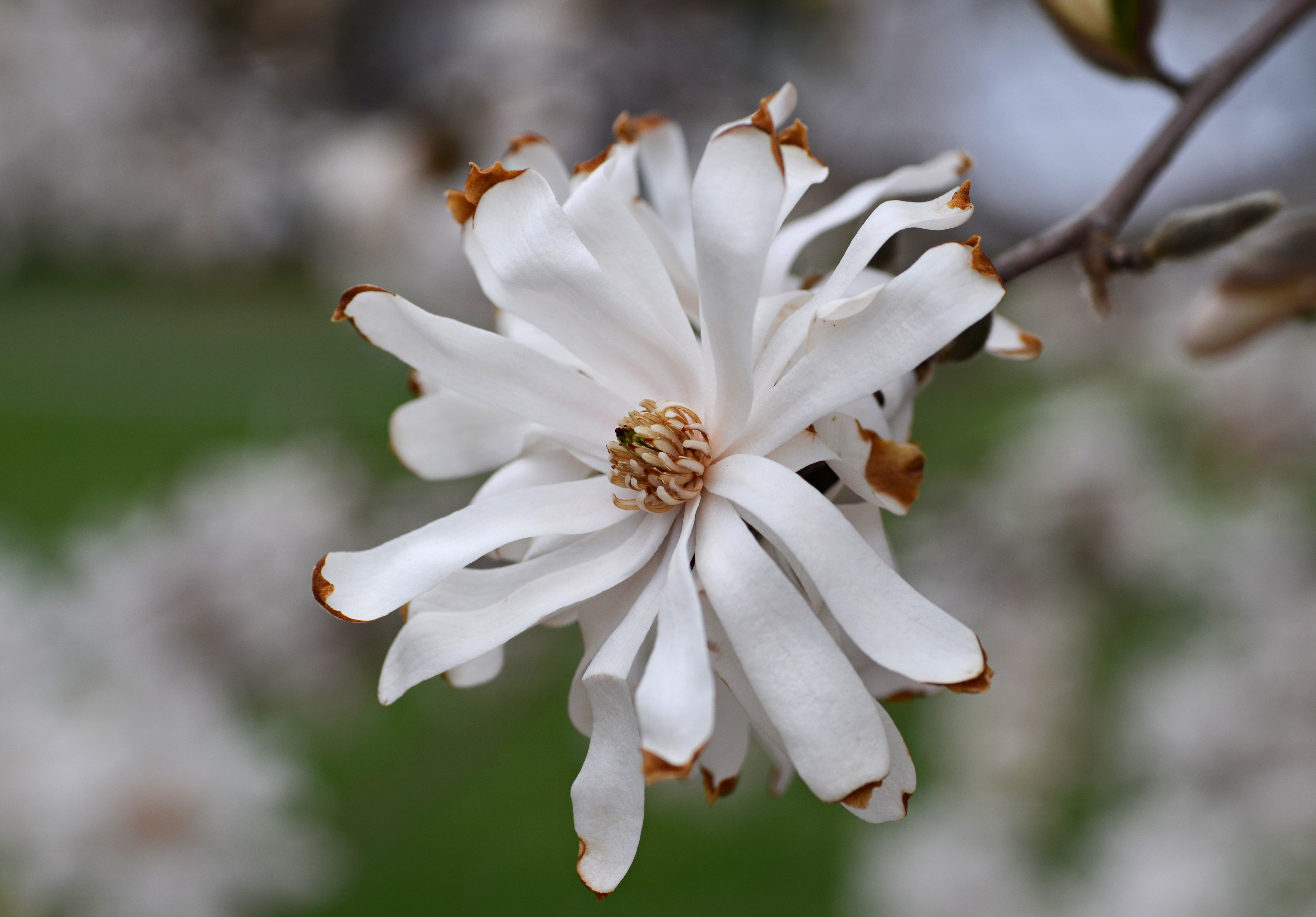
6. 園芸品種 'Royal Star'

自生個体群は絶滅危惧や準絶滅危惧に指定されているが（下記参照）、園芸用にも流通しており、庭木や公園樹として見かけることがある。岐阜県では1995年（平成7年）12月に「大気環境推奨木」のひとつに選定され、環境浄化や鑑賞用として栽培品が利用されている。日本以外の世界各地でも栽培されており、園芸品種も作出されている（図6）。

## 保全状況評価
IUCNレッドリストでは、発生率の低さや成木の減少に歯止めがかかる様子が見られないことから絶滅危惧種（Endangered）と評価されている。
準絶滅危惧（NT）（環境省レッドリスト）
日本では、環境省のレッドリストにおいて準絶滅危惧の指定を受けている。総個体数は1万個程度と推定されており、湿地の開発、土地造成、ゴルフ場建設などによる減少と絶滅が危惧されている。保全対策のために遺伝的多様性の観点から研究がなされている。以下の都道府県で、レッドリストの指定を受けている。愛知県の尾張東部と名古屋市でモクレンとの交雑種の外来種が確認されている。愛知県岡崎市では絶滅した。知多半島道路の拡張工事により知多郡武豊町の二ツ峯湿地は破壊され、この自生地では絶滅した。
- 絶滅危惧IB類 - 三重県（県内で確認されている自生地は10地点以下）[26]
- 絶滅危惧II類 - 愛知県[23]、岐阜県[25]

## 主な自生地など

### 愛知県

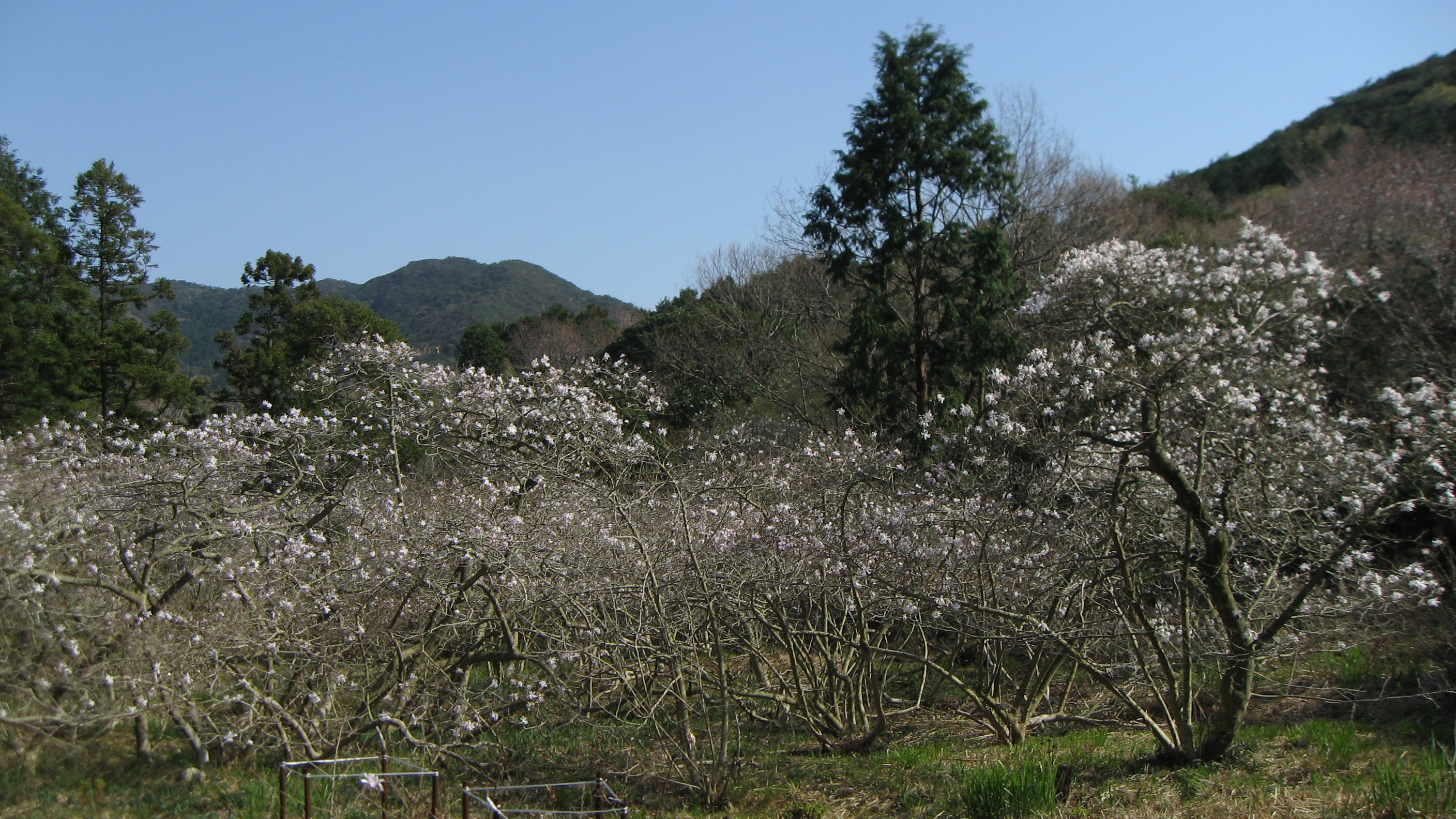
7a. 椛のシデコブシ自生地（国の天然記念物）

- 椛のシデコブシ自生地（図7a） - 田原市伊川津町椛（なぐさ）の自生地は、1970年（昭和45年）6月19日に国の天然記念物に指定された[40][41]。シデコブシの南限[42]。
- 黒河湿地植物群落 - シデコブシ、シラタマホシクサ、ヤチヤナギ（学名：Myrica gale L. var. tomentosa C.DC.）などが自生する田原市大久保町の黒河湿地植物群落は、1971年（昭和46年）2月8日に県の天然記念物に指定された[41][43]。渥美半島県立自然公園内にある。

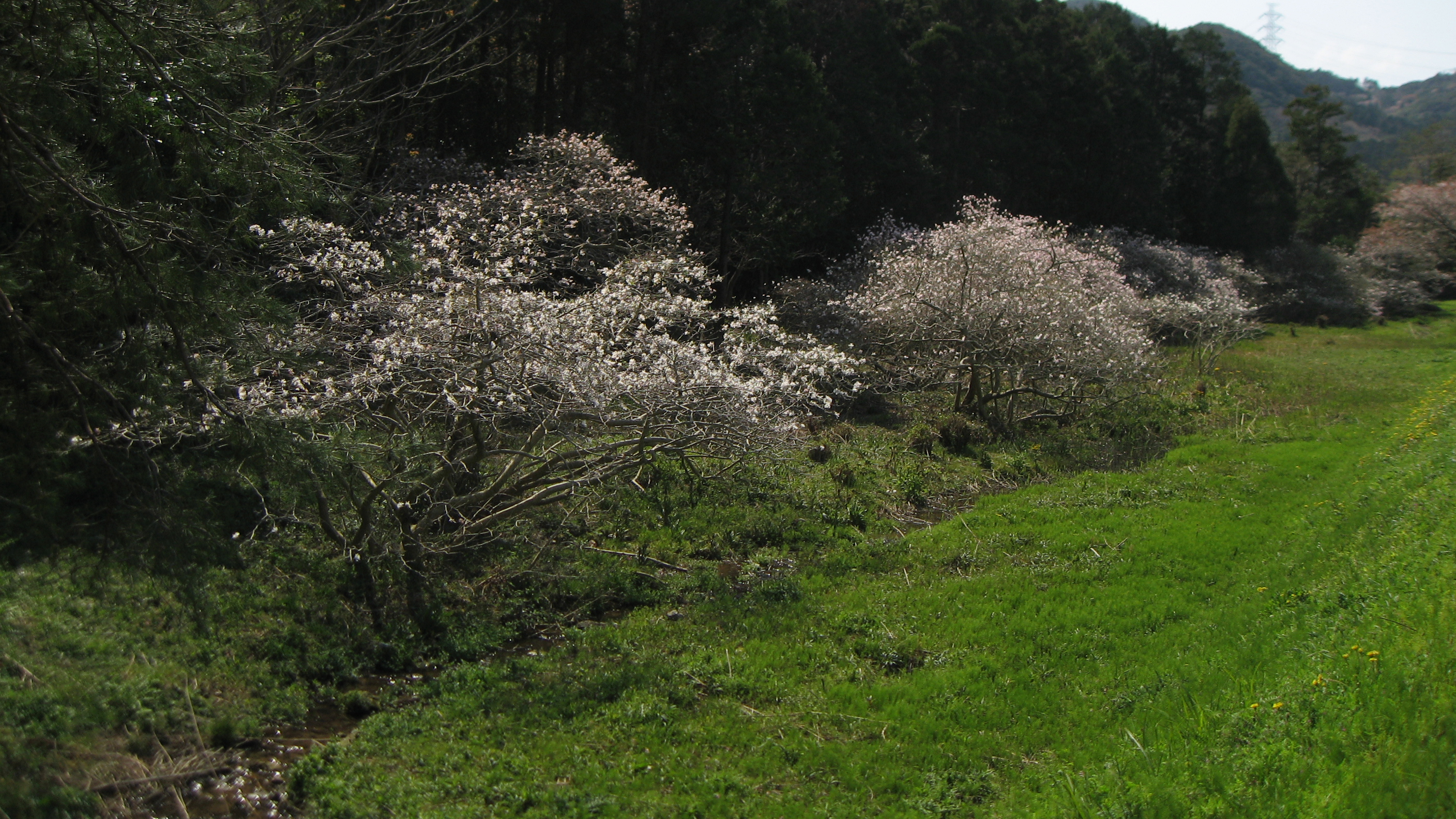
7b. 伊川津のシデコブシ自生地（愛知県指定天然記念物）

- 伊川津のシデコブシ（図7b） - 田原市伊川津（いかわづ）のシデコブシは、1967年（昭和42年）10月30日に県の天然記念物に指定された[41]。
- 藤七原湿地植物群落 - 田原市田原町の藤七原湿地植物群落は、1991年（平成3年）2月22日に市の天然記念物に指定された[41][44]。
- 東海丘陵湧水湿地群 - 2012年（平成24年）7月3日にラムサール条約に登録された豊田市の矢並湿地、上高湿地、恩真寺湿地の総称[45][46]。
- 琴平町のシデコブシ自生地 - 豊田市琴平町の自生地は、2003年（平成15年）に県の天然記念物に指定された[47]。

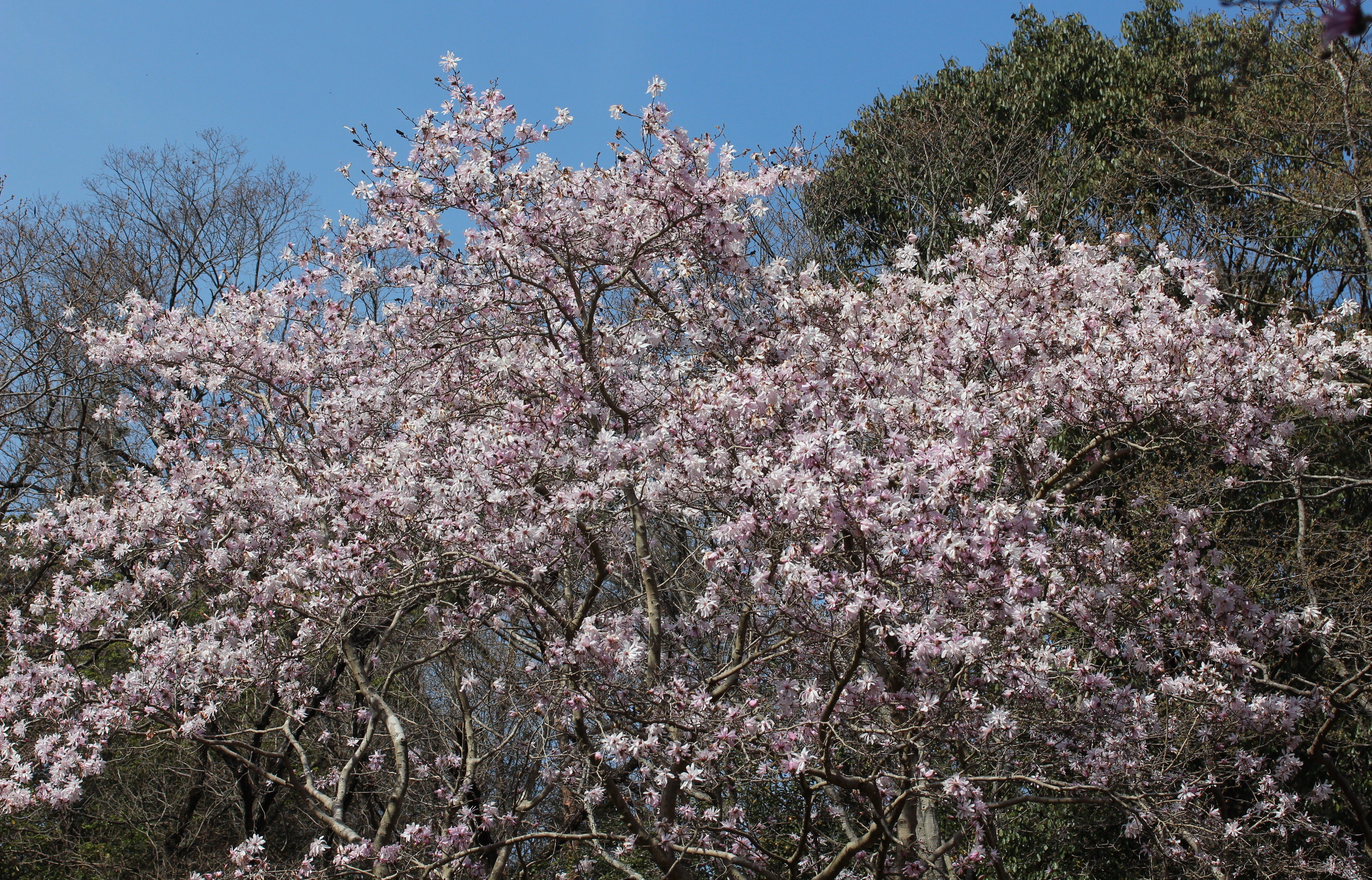
7c. 築水池のシデコブシ自生地の多数の花をつけた木（春日井市指定天然記念物）

- 築水池のシデコブシ自生地（図7c） - 春日井市の築水池の自生地には100株以上の群落があり、2003年（平成15年）3月24日に市の天然記念物に指定された[48][49]。
- 八曽湿地 - 犬山市[50]
- 海上の森 - 瀬戸市[28]、愛知万博の会場候補地選定の際にオオタカなどとともに環境アセスメントの対象とされた。
- 東谷山 - 名古屋市守山区の自生地には100本ほどのシデコブシが自生している[51]。
- 額田郡幸田町[52]
- 真田神社 - 豊橋市杉山町にある市域で唯一の群落[53]。

### 岐阜県
- 飯地町大根シデコブシ自生地 - 恵那市飯地高原[54]の自生地には290本ほどが自生し、1992年（平成4年）7月27日に市の天然記念物に指定された[55]。標高500-600 mほどの確認されている最も標高の高い自生地[24]。
- シデコブシ自生地 - 恵那市岩村町飯羽間に10本の自生地があり、1994年（平成6年）3月1日に市の天然記念物に指定された[56]。
- 岩屋堂のシデコブシ群生地 - 中津川市千旦林には500本ほどの群落があり、2008年（平成20年）1月15日に県の天然記念物に指定された[57]。
- 会所沢のシデコブシ群生地 - 中津川市手賀野には66株（181本）の群落があり、1983年（昭和58年）8月18日に市の天然記念物に指定された[58]。
- 若山のシデコブシ - 中津川市高山字若山には花弁数18-24枚のものがあり、1995年（平成7年）4月1日に市の天然記念物に指定された[59]。
- 矢渕のシデコブシ - 中津川市坂下字矢渕（やぶち）には樹高15 mのものがあり、1997年（平成9年）3月3日に市の天然記念物に指定された[60]。
- 井汲のシデコブシ - 中津川市井汲（いぐみ）のため池沿いには樹齢100年を越えると思われる樹高約11 mの木があり、2006年（平成18年）8月31日に市の天然記念物に指定された[61]。
- 中津川市福岡町下野 - シデコブシの北限[42]
- 子野のシデコブシ自生地 - 中津川市子野の自生地はシデコブシの東限[42]
- 鳩吹山 - 可児市
- 竜吟湖周辺、大湫 - 瑞浪市[62]
- 細野のシデコブシ自生地 - 土岐市鶴里町細野の西斜面脇の湿地には樹高3-6 mのものが数10株群生し、1993年（平成5年）1月22日に市の天然記念物に指定された[63]。
- 土岐市泉 - 約7,500本の最大規模の群落[24][42]
- 下迫間のシデコブシ自生地 - 関市迫間字大下の自生地は、2012年（平成24年）5月に市の天然記念物に指定された[24][64]。
- 虎渓山シデコブシ群生地 - 多治見市虎渓山永保寺周辺には870株2,356本の大群落があり、1974年（昭和49年）7月24日市の天然記念物に指定された[14][65]。シデコブシは1982年（昭和57年）8月1日に多治見市の「市の木」に指定された[66]。
- 各務原市須衛[24][67]。

### 三重県

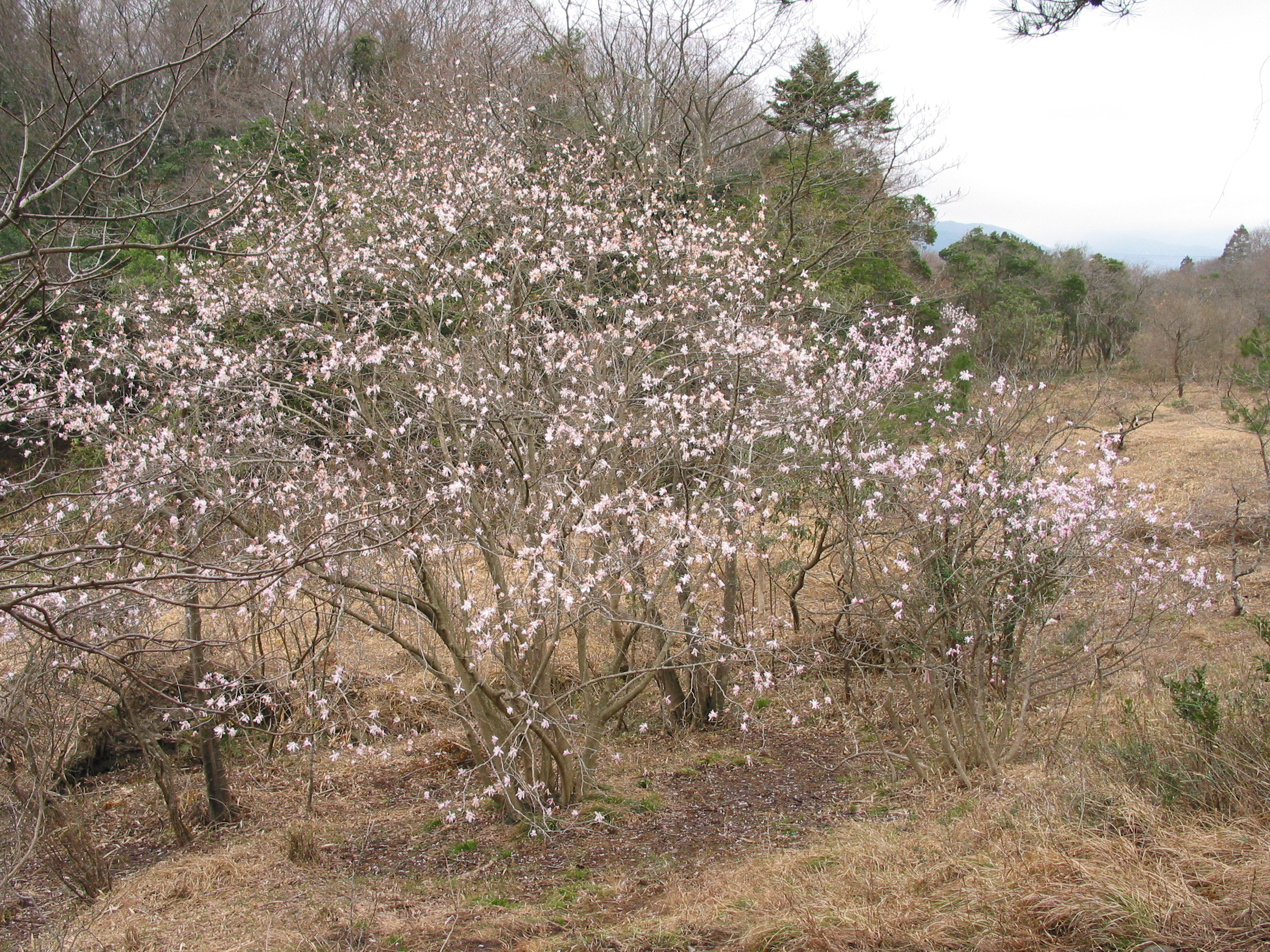
8. 三重県三重郡菰野町の田光のシデコブシの群落（国の天然記念物）

- 田光のシデコブシ及び湿地植物群落（図8） - 三重郡菰野町田光には200株以上が自生し、[注釈 3][27]、[注釈 4]2005年（平成17年）3月2日に国の天然記念物に指定された[40][68]。シデコブシの西限[42]。
- 川島町のシデコブシ群落 - 四日市市川島町の群落が、1991年（平成3年）3月26日に県の天然記念物に指定された[69]。
- 桜町のシデコブシ群落 - 四日市市桜町の群落が、1982年（昭和57年）2月16日に県の天然記念物に指定された[70]。
- いなべ市大安町宇賀[71]

### 天然記念物

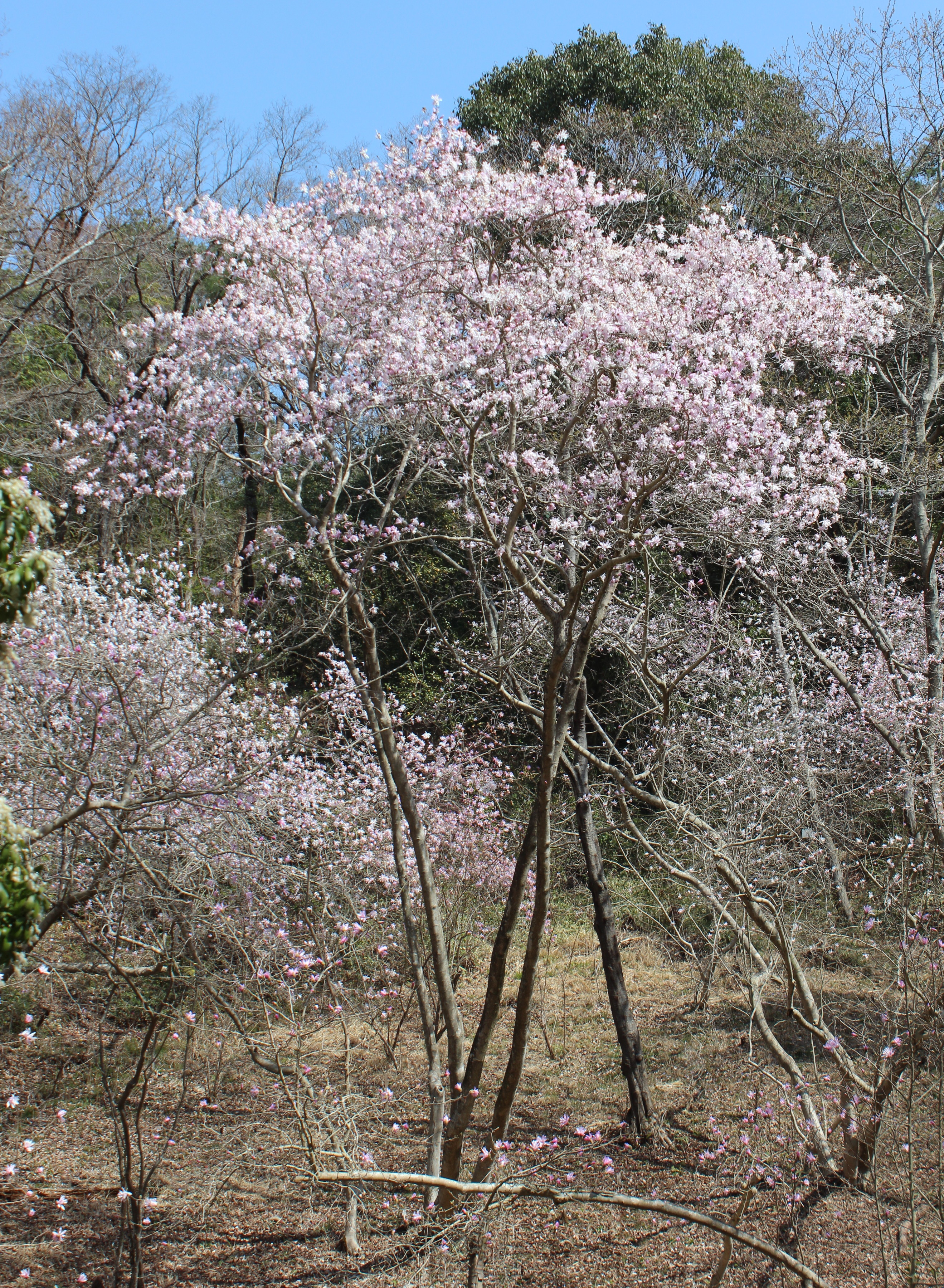
9. 愛知県春日井市指定天然記念物「築水池のシデコブシ自生地」のシデコブシ

以下のシデコブシの自生地や植物群落は、国、県、自治体により天然記念物の指定を受けている。
| 指定区分 | 名称                                    | 所在地                   | 指定日         | 備考   |
| -------- | --------------------------------------- | ------------------------ | -------------- | ------ |
| 国       | 椛のシデコブシ自生地（図7a）            | 愛知県田原市伊川津町椛   | 1970年6月19日  | [ 41 ] |
| 国       | 田光のシデコブシ及び湿地植物群落（図8） | 三重県三重郡菰野町田光   | 2005年3月2日   | [ 68 ] |
| 県       | 黒河湿地植物群落                        | 愛知県田原市大久保町     | 1971年2月8日   | [ 43 ] |
| 県       | 伊川津のシデコブシ（図7b）              | 愛知県田原市伊川津町     | 1967年10月30日 | [ 41 ] |
| 県       | 琴平町のシデコブシ自生地                | 愛知県豊田市琴平町       | 2003年8月22日  | [ 47 ] |
| 県       | 岩屋堂のシデコブシ群生地                | 岐阜県中津川市千旦林     | 2008年1月15日  | [ 57 ] |
| 県       | 川島町のシデコブシ群落                  | 三重県四日市市川島町     | 1991年3月26日  | [ 69 ] |
| 県       | 桜町のシデコブシ群落                    | 三重県四日市市桜町       | 1982年2月16日  | [ 70 ] |
| 市町村   | 藤七原湿地植物群落                      | 愛知県田原市田原町藤七原 | 1991年2月22日  | [ 41 ] |
| 市町村   | 築水池のシデコブシ自生地（図9）         | 愛知県春日井市廻間町     | 2003年3月24日  | [ 49 ] |
| 市町村   | 飯地町大根シデコブシ自生地              | 岐阜県恵那市飯地町大根   | 1992年7月27日  | [ 55 ] |
| 市町村   | シデコブシ自生地                        | 岐阜県恵那市岩村町飯羽間 | 1994年3月1日   | [ 56 ] |
| 市町村   | 会所沢のシデコブシ群生地                | 岐阜県中津川市手賀野     | 1983年8月18日  | [ 58 ] |
| 市町村   | 若山のシデコブシ                        | 岐阜県中津川市高山字若山 | 1995年4月1日   | [ 59 ] |
| 市町村   | 矢渕のシデコブシ                        | 岐阜県中津川市坂下字矢渕 | 1997年3月3日   | [ 60 ] |
| 市町村   | 井汲のシデコブシ                        | 岐阜県中津川市井汲       | 2006年8月31日  | [ 61 ] |
| 市町村   | 細野のシデコブシ自生地                  | 岐阜県土岐市鶴里町細野   | 1993年1月22日  | [ 63 ] |
| 市町村   | 下迫間のシデコブシ自生地                | 岐阜県関市迫間字大下     | 2012年5月      | [ 64 ] |
| 市町村   | 虎渓山シデコブシ群生地                  | 岐阜県多治見市           | 1974年7月24日  | [ 65 ] |

## 分類

### 学名
シデコブシの学名としては、一般的に Magnolia stellata (Siebold & Zucc.) Maxim., 1872 (≡ Buergeria stellata Siebold & Zucc., 1845) が用いられる。しかし、Thunberg (1794) が記載した Magnolia tomentosa Thunb., 1794（一般的にミツマタのシノニムとされる）もシデコブシを含んでおり、この名を用いるべきとする意見もある。
モクレン属を複数の属に細分する場合は、シデコブシは Yulania に分類されることがある（Yulania stellata (Siebold & Zucc.) Sima & S.G.Lu）。しかし2022年現在、シデコブシはふつうモクレン属に含められ、モクレン属のハクモクレン節（section Yulania）に分類される。

### 類似種
中国浙江省に分布する Magnolia sinostellata はシデコブシに類似しており、同種であると考えられていたこともあるが、いくつかの形態形質や染色体構造、葉緑体DNAの解析から別種であることが示されている。

### 雑種

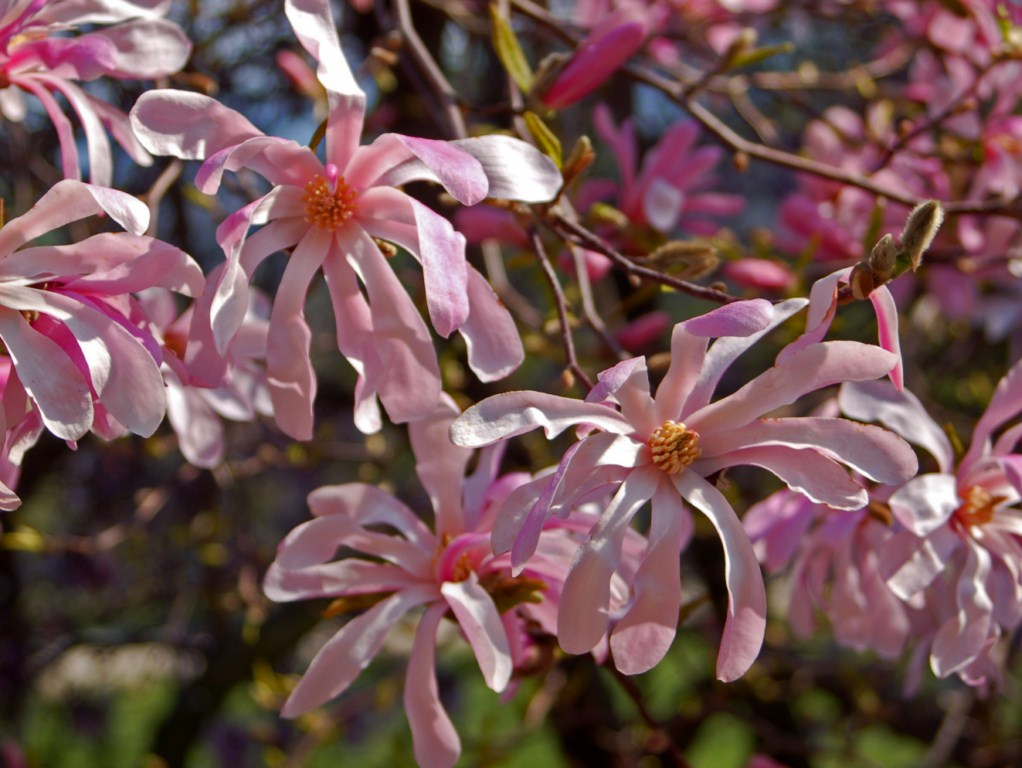
10a. シデコブシとコブシの交雑品種 ‘Leonard Messel’

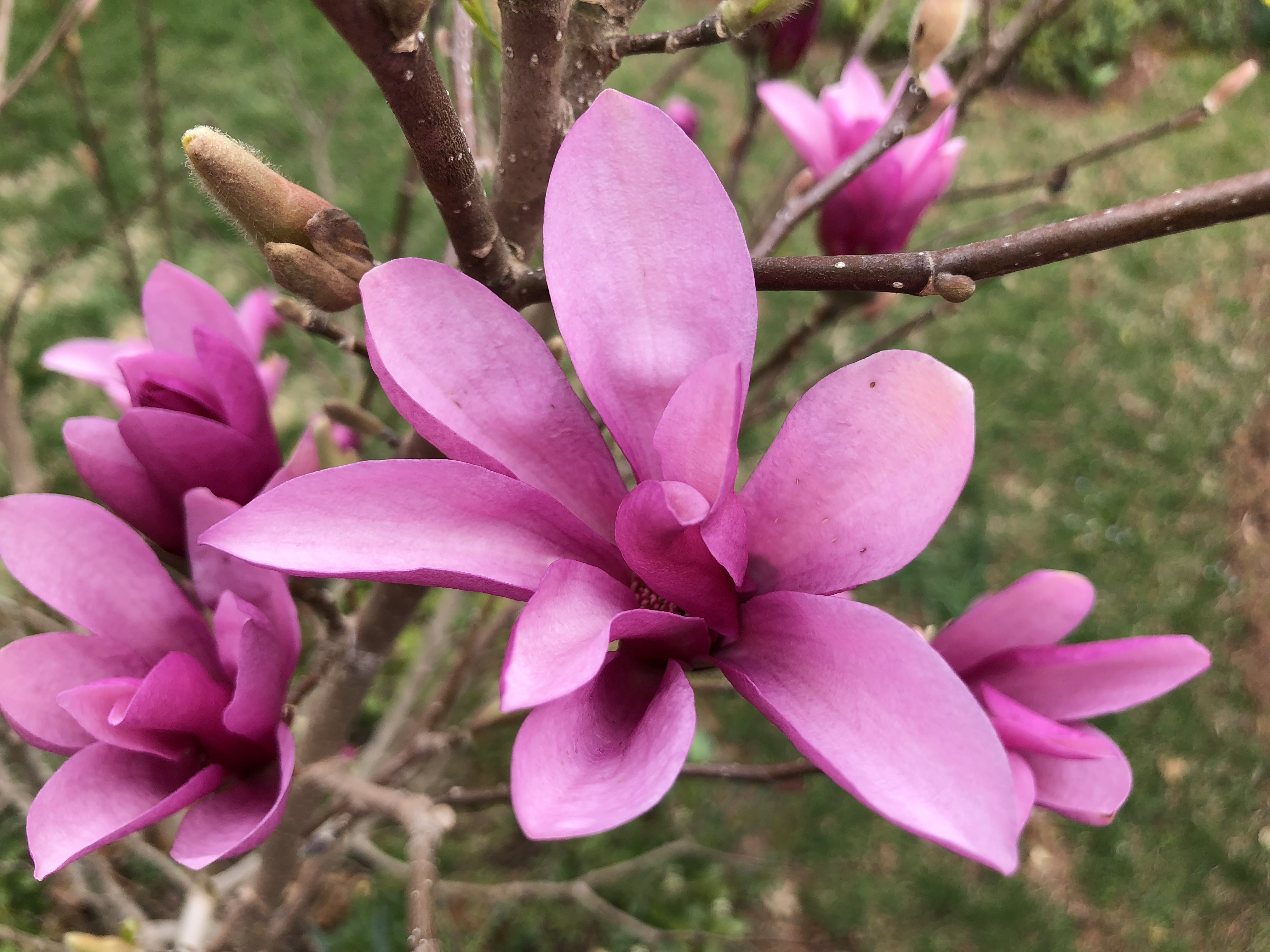
10b. シデコブシとシモクレンの交雑品種 ‘Ann’

シデコブシと、同じモクレン属の別の種との間の交雑種がいくつか知られている。
- タムシバとの交雑種（Magnolia × proctoriana Rehder, 1939）[16]
タムシバの分布域はシデコブシと重なっているが、一般に山腹や尾根に生育しており、湿地や沢沿いに生育するシデコブシと同所的に見られることはない。ただし沢沿いにシデコブシ、そこに隣接する斜面にタムシバのように両種が側所的に生育することがあり、このような場所では両種の中間的な形質を示す交雑個体が見られることがある[19]。この交雑個体は全てタムシバを母樹としたものであることが知られており、逆方向の交雑ではほとんど種子が形成されないことが示されている[19]。遺伝子浸透の方向はシデコブシからタムシバへの一方向的であり、この交雑によってシデコブシの遺伝的固有性が失われることはないと考えられている[19]。
- コブシとの交雑種（Magnolia × loebneri Kache, 1920）[73]
コブシはシデコブシと似た環境に生育するが、分布域は本来重なっていない。しかしコブシは植栽されることがあり、これがシデコブシと交雑して中間的な形質をもつ雑種個体が生じることが報告されている[74]。シデコブシとの戻し交雑個体も検出されており、シデコブシ方向への遺伝子浸透が生じる可能性が指摘されている[74]。また園芸においても、シデコブシとコブシのさまざまな交雑品種が利用されている[75]（図10a）。
- シモクレンとの交雑種（Magnolia stellata × Magnolia liliiflora）
1955年頃、米国の国立樹木園は、シデコブシとシモクレンの交雑によっていくつかの園芸品種を作出した[76]（図10b）。これらは‘Ann’、‘Betty’、‘Jane’、‘Judy’、‘Pinkie’、‘Randy’、‘Ricki’、‘Susan’と女性の名が付けられており、この品種群は "girl Magnolias" とよばれる。

## ギャラリー

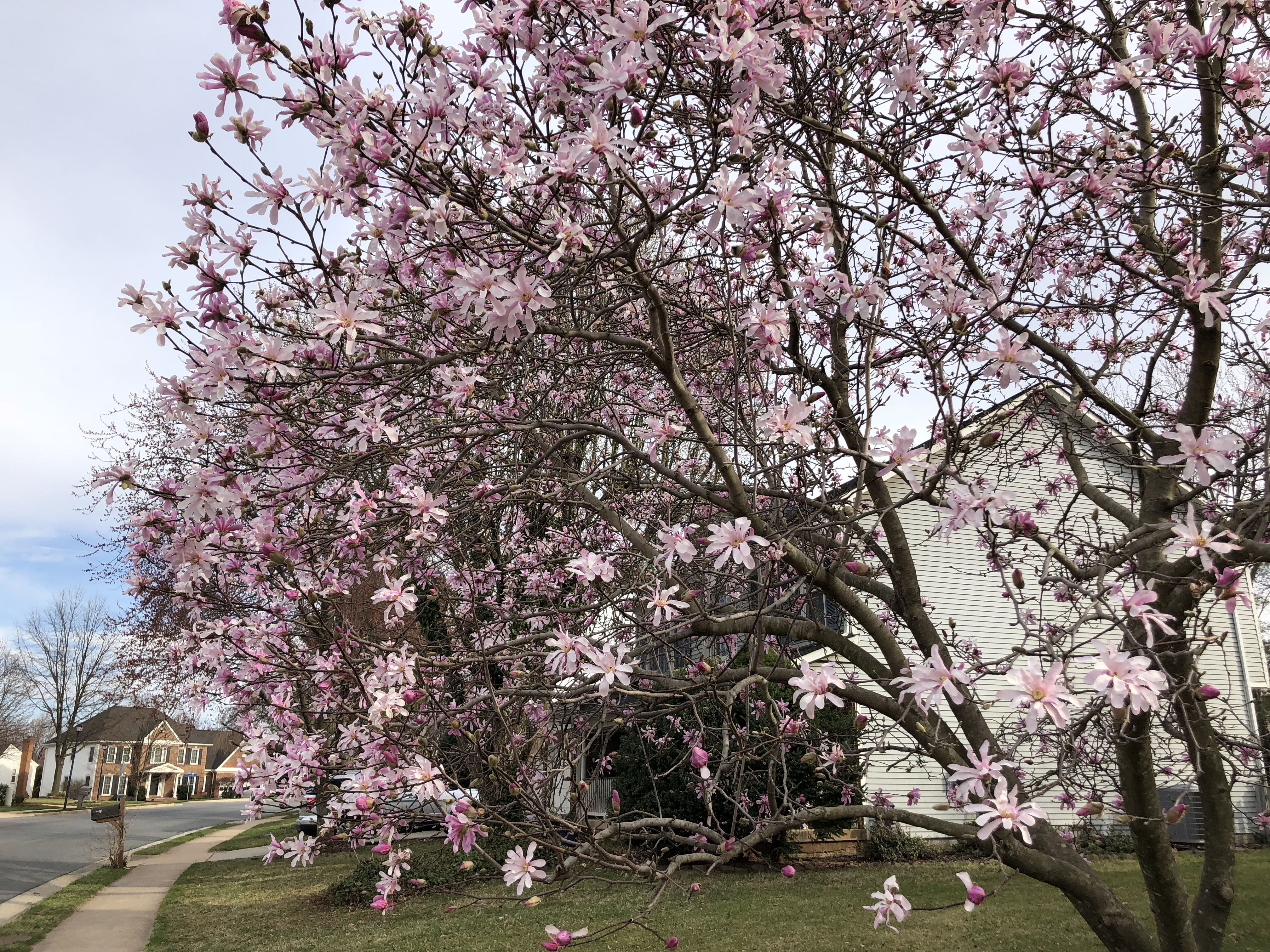
花
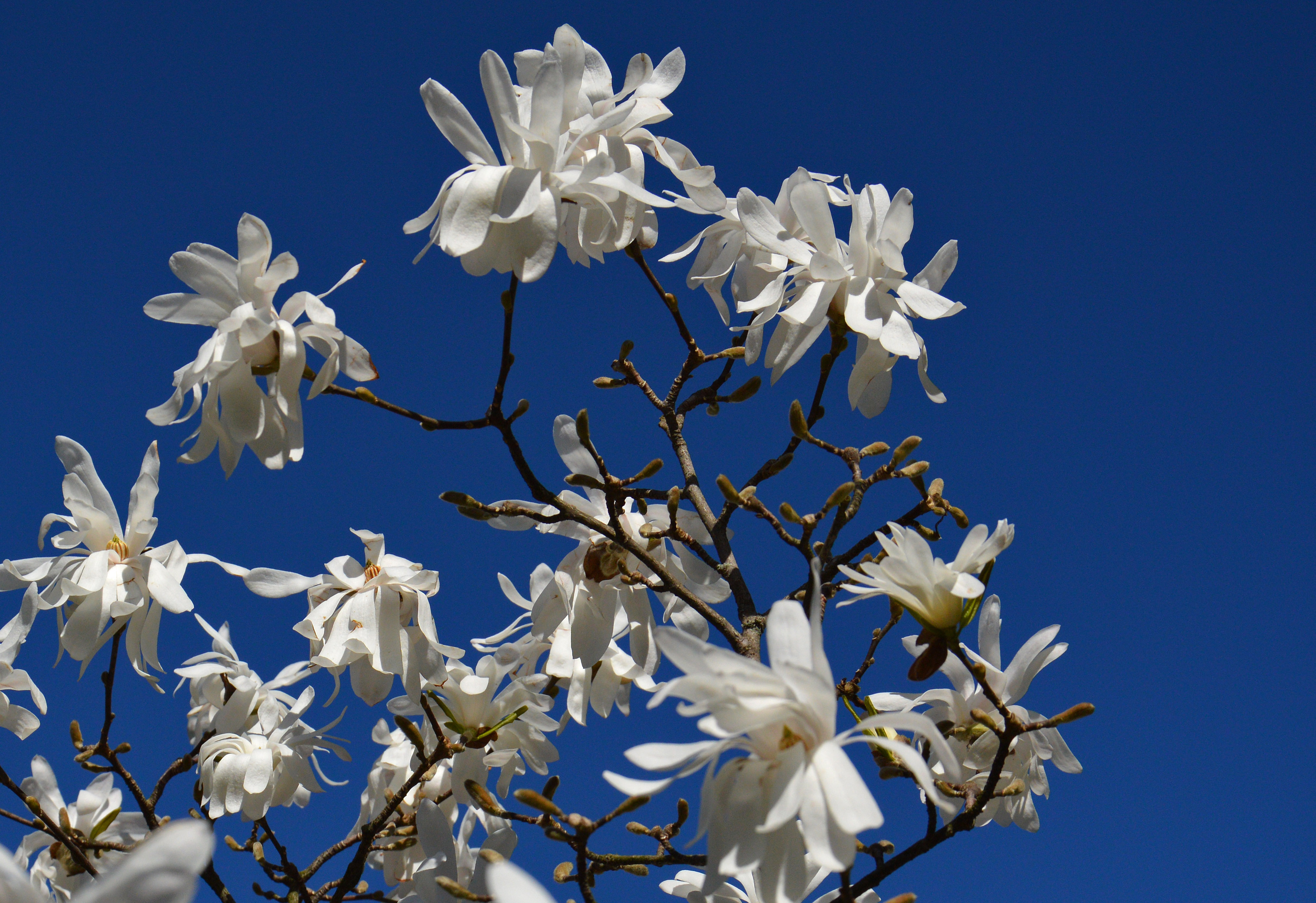
花
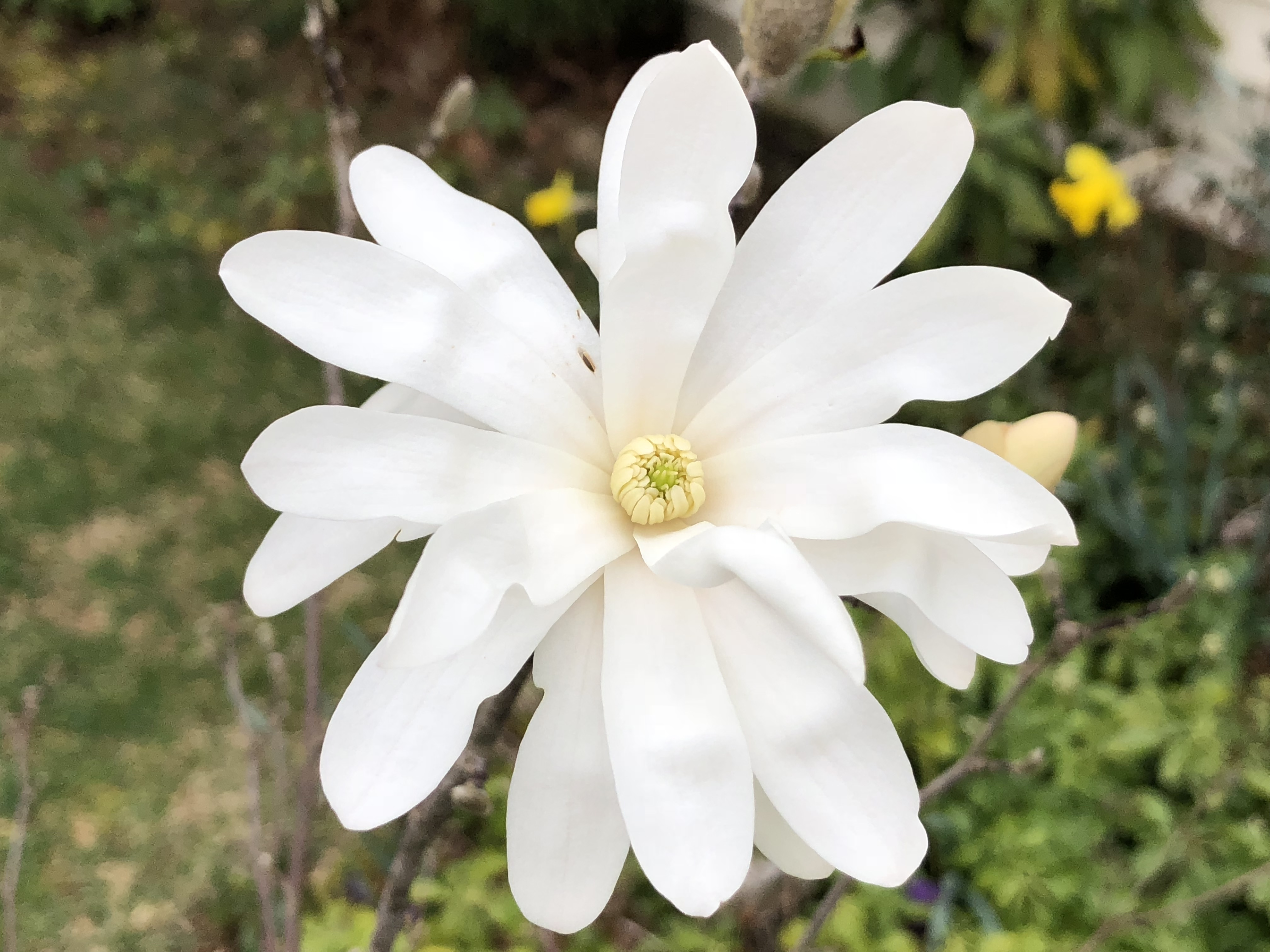
花
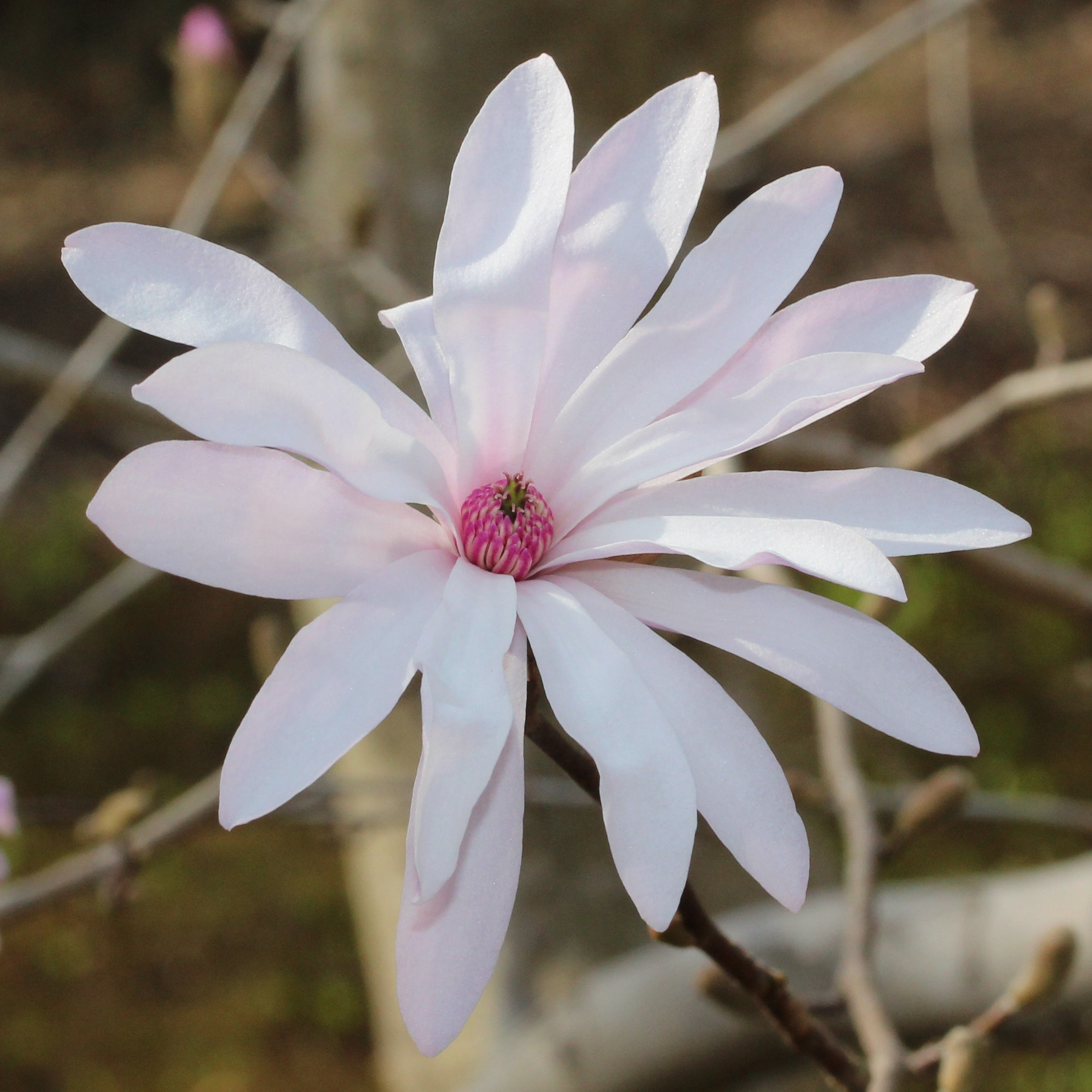
花
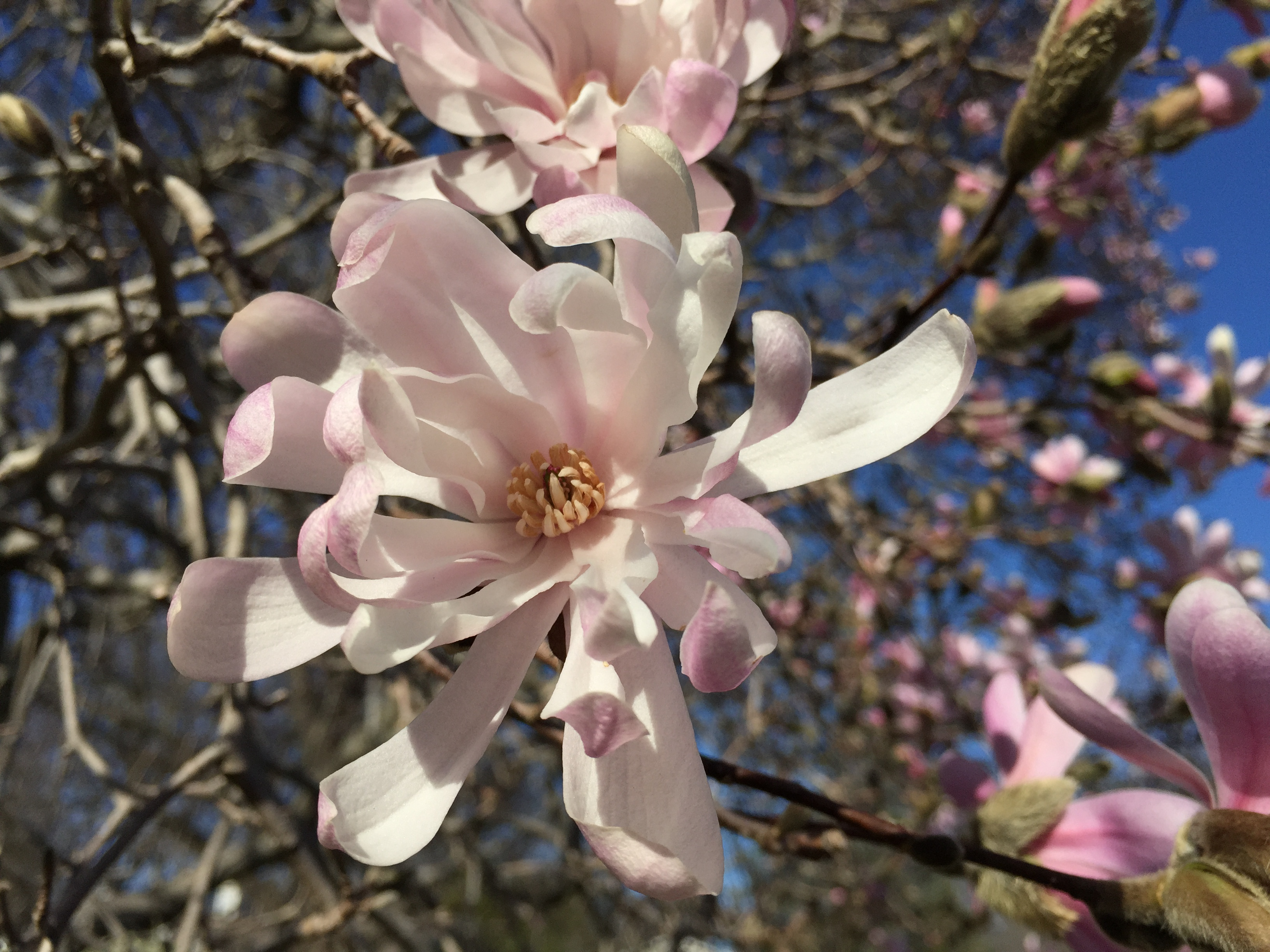
花
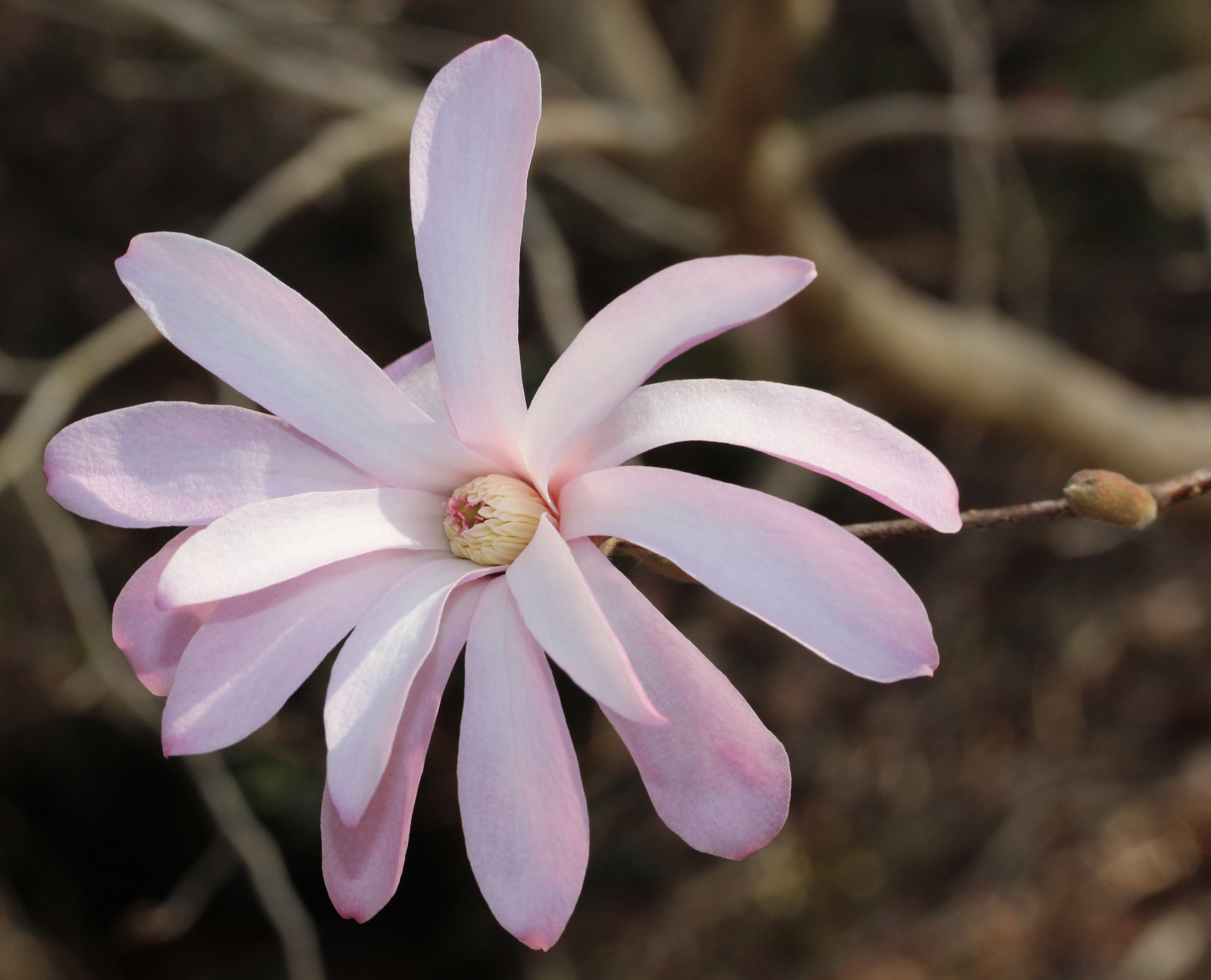
花
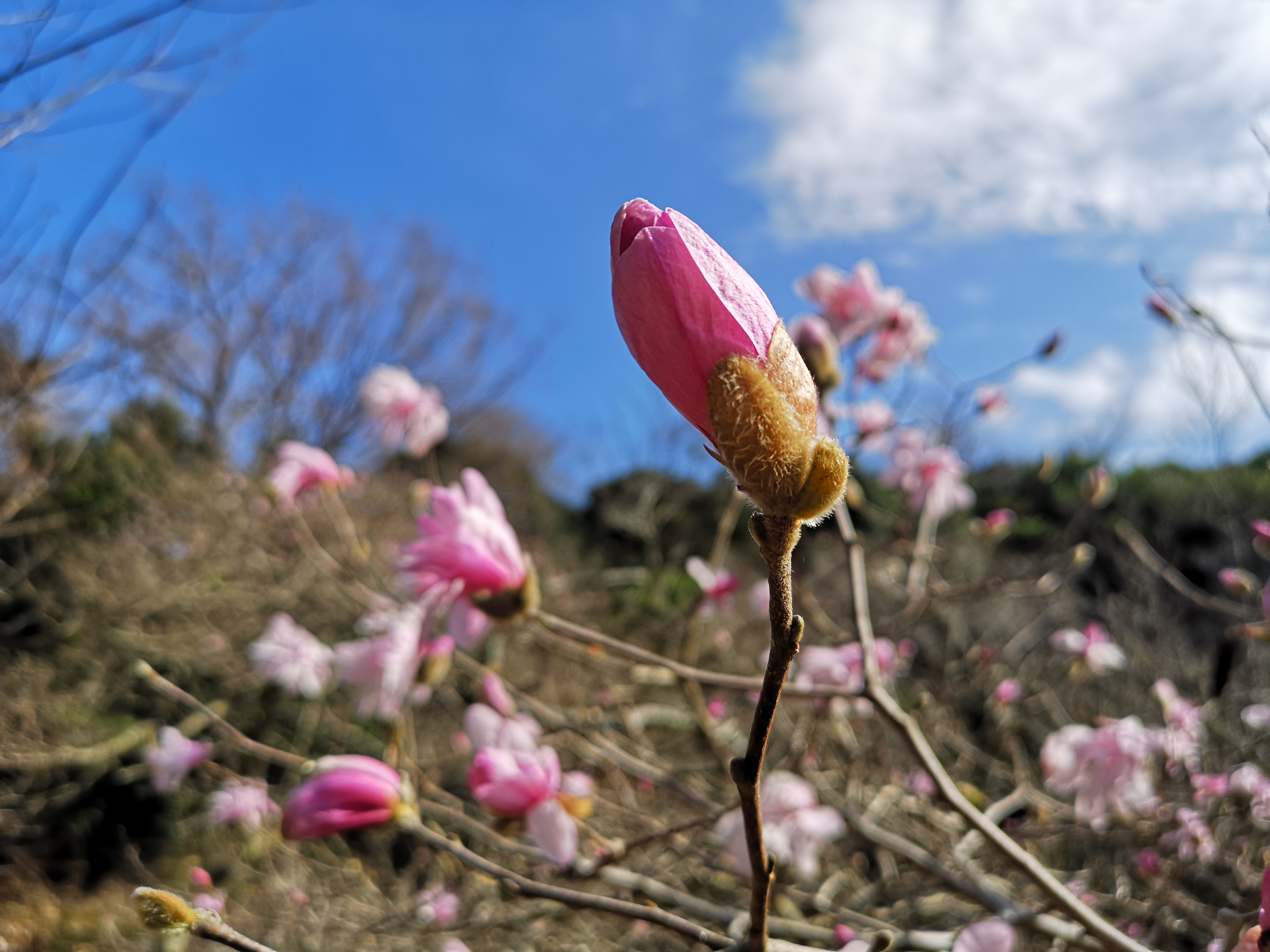
つぼみ（愛知県田原市）